# Cremnosterna
Cremnosterna es un género de escarabajos longicornios de la tribu Lamiini.

## Especies
- Cremnosterna alboplagiata Breuning, 1935
- Cremnosterna alternans Breuning & Itzinger, 1943
- Cremnosterna carissima (Pascoe, 1857)
- Cremnosterna laterialba Breuning, 1936
- Cremnosterna parvicollis (Gahan, 1895)
- Cremnosterna plagiata (White, 1858)
- Cremnosterna quadriplagiata Breuning, 1940